# ResEdit
ResEdit（レスエディット）は、Apple Computerが無償で配布していた、Classic Mac OS上のリソースフォークを作成・編集するためのユーティリティである。もとはリソースフォークを作成する開発者向けのリソースエディタツールであったが、Classic Mac OSの環境を独自にカスタマイズしたいというパワーユーザの間でも用いられてきた。
ResEditを用いて、アイコンやマウスカーソル、メニューのグラフィックやテキストを変更することができる。サウンドの変更やフォントの変更も可能であり、後者については、欧文フォントが指定されているが故に日本語環境では文字化けする部分を日本語フォントに指定するなどして、ソフトの使用の際の利便を図るなどの使われ方をした。これらのことをGUI環境で容易に操作することができ、テンプレートエディタなどによってユーザの利便性が図られていた。
PowerPCアーキテクチャへの進化および、Classic Mac OSの開発中止に伴って、ResEditのバージョンは1994年以来、2.1.3のままで止まっている。しかし、同等の機能を持つ商用のサードパーティーソフトウェアであるResorcererはmacOSにも対応している。あるいはNicholas ShanksによってResKnifeというオープンソースソフトウェアも開発されている。
2008年現在、同名のWindows用リソースエディタが存在する。

## 関連文献
- P.アレイ, C.ストレンジ著『ResEdit完全版』井川俊彦訳、トッパン、1992年1月
  - P.アレイ, C.ストレンジ著, 『ResEdit完全版 第2版』井川俊彦 訳、トッパン、1994年9月
- D.シュナイダー他著『初心者のためのResEdit』井川俊彦訳、トッパン、1992年11月
  - デリック・シュナイダー, ハンス・ハンセン著『初心者のためのResEdit 改訂版』井川俊彦訳、トッパン、1996年5月
- Apple Computer, Inc. 著『ResEditリファレンス : For ResEdit version 2.1』システムソフトエンジニアリング訳、アジソン・ウエスレイ・パブリッシャーズ・ジャパン、1993年1月
- D.シスコウスキ著『ResEditレシピ全集』データリンク訳、トッパン、1994年5月
- 今井裕治著『Macintosh ResEdit やさしい使い方のすべて』日本文芸社、1993年10月
- 菊島恵三編著『もっと知りたいResEdit』ビー・エヌ・エス、1993年12月
- 田中宏幸著『はじめてのResEdit : Macintoshで楽しくカスタマイズ』ソフトバンク出版事業部、1995年9月
- 今井裕治著『Macintosh 最新・ResEdit はじめの一歩』日本文芸社、1997年1月
- 今井裕治著『完全図解 ResEditがわかるとMacはもっと面白くなる : あなたのMacを、さらに楽しく!さらに快適にするアイデア集』日本文芸社、1998年6月